# Яна Поспішилова
Яна Поспішилова (чеськ. Jana Pospíšilová; нар. 23 березня 1970) — колишня чеська тенісистка.
Найвищу одиночну позицію світового рейтингу — 49 місце досягла 13 лютого 1989, парну — 83 місце — 13 травня 1991 року.
Здобула 6 одиночних та 15 парних титулів туру ITF.
Найвищим досягненням на турнірах Великого шолома було 2 коло в одиночному та парному розрядах.
Завершила кар'єру 1998 року.

## Фінали Туру WTA

### Одиночний розряд:1 поразка
| Результат | Дата          | Турнір              | Рівень  | Покриття | Суперниця   | Рахунок  |
| --------- | ------------- | ------------------- | ------- | -------- | ----------- | -------- |
| Поразка   | Листопад 1988 | Аделаїда, Австралія | Tier II | Тверде   | Яна Новотна | 5–7, 4–6 |

### Парний розряд:1 поразка
| Результат | Дата            | Турнір        | Рівень | Покриття | Партнерка     | Суперниці                   | Рахунок          |
| --------- | --------------- | ------------- | ------ | -------- | ------------- | --------------------------- | ---------------- |
| Поразка   | September, 1990 | Афіни, Греція | Tier V | Ґрунт    | Леона Ласкова | Лаура Гарроне Карін Кшвендт | 0–6, 6–1, 6–7(6) |

## Фінали ITF
| Легенда         |
| --------------- |
| $75,000 турніри |
| $50,000 турніри |
| турніри $25,000 |
| турніри $10,000 |

### Одиночний розряд (6–3)
| Результат | Ранг | Дата             | Турнір                  | Покриття  | Суперниця            | Рахунок             |
| --------- | ---- | ---------------- | ----------------------- | --------- | -------------------- | ------------------- |
| Поразка   | 1.   | 19 січня 1987    | Стокгольм, Швеція       | Килим     | Катрін Єкселл        | 3–6, 1–6            |
| Перемога  | 1.   | 28 вересня 1987  | Бол, Югославія          | Ґрунт     | Карін Кшвендт        | 6–3, 6–3            |
| Перемога  | 2.   | 12 жовтня 1987   | Малий Лошинь, Югославія | Ґрунт     | Карін Кшвендт        | 6–4, 6–4            |
| Поразка   | 2.   | 29 липня 1991    | Ачиреале, Італія        | Ґрунт     | Лі Фан               | 0–6, 5–7            |
| Перемога  | 3.   | 4 грудня 1995    | Пршеров, Чехія          | Тверде    | Петра Рампре         | 6–2, 7–6(3)         |
| Поразка   | 3.   | 17 грудня 1995   | Острава, Чехія          | Тверде    | Катаріна Студенікова | 4–6, 3–6            |
| Перемога  | 4.   | 19 лютого 1996   | Нюрнберг, Німеччина     | Килим (i) | Катерина Сисоєва     | 6–3, 6–3            |
| Перемога  | 5.   | 3 листопада 1996 | Стокгольм, Швеція       | Тверде    | Лоранс Андретто      | 6–4, 1–6, 6–2       |
| Перемога  | 6.   | 2 червня 1997    | Битом, Польща           | Ґрунт     | Мірка Федерер        | 7–6(4), 6–7(0), 6–1 |

### Парний розряд (15–6)
| Результат | Ранг | Дата              | Турнір                            | Покриття  | Партнерка           | Суперниці                                 | Рахунок          |
| --------- | ---- | ----------------- | --------------------------------- | --------- | ------------------- | ----------------------------------------- | ---------------- |
| Перемога  | 1.   | 29 вересня 1986   | Шибеник (місто), Югославія        | Ґрунт     | Петра Лангрова      | Дениса Крайчовичова Радка Зрубакова       | 6–1, 6–2         |
| Перемога  | 2.   | 6 жовтня 1986     | Малий Лошинь, Югославія           | Ґрунт     | Петра Лангрова      | Дениса Крайчовичова Радка Зрубакова       | 6–3, 7–6         |
| Поразка   | 1.   | 13 жовтня 1986    | Рабаць, Югославія                 | Ґрунт     | Петра Лангрова      | Дениса Крайчовичова Радка Зрубакова       | 3–6, 2–6         |
| Перемога  | 3.   | 3 серпня 1987     | Реда-Віденбрюк, Західна Німеччина | Ґрунт     | Гана Фукаркова      | Нора Байчикова Дениса Крайчовичова        | 6–2, 6–0         |
| Перемога  | 4.   | 20 серпня 1987    | Дармштадт, Західна Німеччина      | Ґрунт     | Гана Фукаркова      | Нора Байчикова Дениса Крайчовичова        | 6–3, 6–0         |
| Поразка   | 2.   | 12 жовтня 1987    | Малий Лошинь, Югославія           | Ґрунт     | Дениса Крайчовичова | Міхаела Фріммерова Петра Голубова         | 5–7, 6–4, 5–7    |
| Перемога  | 5.   | 17 червня 1991    | Модена, Італія                    | Ґрунт     | Дениса Крайчовичова | Івонне Ґрюббен Стефані Роттьєр            | 6–1, 6–4         |
| Перемога  | 6.   | 2 вересня 1991    | Арцакена, Італія                  | Тверде    | Нанне Дальман       | Ілана Бергер Луїс Флемінг                 | 3–6, 6–3, 6–1    |
| Поразка   | 3.   | 30 березня 1992   | Монкальєрі, Італія                | Ґрунт     | Радка Бобкова       | Олена Макарова Катержина Крупова-Шишкова  | 4–6, 6–2, 2–6    |
| Перемога  | 7.   | 6 квітня 1992     | Казерта, Італія                   | Ґрунт     | Радка Бобкова       | Естефанія Боттіні Вірхінія Руано Паскуаль | 6–3, 2–6, 7–6    |
| Перемога  | 8.   | 31 серпня 1992    | Клагенфурт-ам-Вертерзе, Австрія   | Ґрунт     | Дениса Крайчовичова | Катя Олєклаус Гайке Томс                  | w/o              |
| Поразка   | 4.   | 14 вересня 1992   | Карлові Вари, Чехословаччина      | Ґрунт     | Катержина Шишкова   | Марія Ліндстрем Марія Страндлунд          | 1–6, 2–6         |
| Перемога  | 9.   | 29 березня 1993   | Мулен (Альє), Франція             | Тверде    | Агнесе Густмане     | Ізабель Демонжо Катрін Сюїр               | 3–6, 6–2, 6–4    |
| Перемога  | 10.  | 6 вересня 1993    | Клагенфурт-ам-Вертерзе, Австрія   | Ґрунт     | Квета Пешке         | Івана Янковська Ева Меліхарова            | 6–4, 7–6         |
| Поразка   | 5.   | 7 березня 1994    | Простейов, Чехія                  | Тверде    | Квета Пешке         | Лара Біттер Майке Каутстал                | 5–7, 3–6         |
| Перемога  | 11.  | 17 жовтня 1994    | Фленсбург, Німеччина              | Килим     | Катержина Шишкова   | Кірстін Фрає Зілке Маєр                   | 6–2, 4–6, 6–2    |
| Поразка   | 6.   | 20 листопада 1994 | Нойштадт-ан-дер-Донау, Німеччина  | Килим (i) | Катержина Шишкова   | Кетеліна Крістя Татьяна Єчменіца          | 6–3, 3–6, 2–6    |
| Перемога  | 12.  | 12 серпня 1996    | Ломар, Німеччина                  | Ґрунт     | Алена Вашкова       | Міхаела Паштікова Їтка Схенфельдова       | 6–7(1), 6–3, 6–3 |
| Перемога  | 13.  | 1 вересня 1997    | Сполето, Італія                   | Ґрунт     | Катержина Шишкова   | Ана Алькасар Ева Бес                      | 6–1, 6–0         |
| Перемога  | 14.  | 22 вересня 1997   | Салоніки, Греція                  | Ґрунт     | Радка Бобкова       | Марія Головизніна Євгенія Куликовська     | 6–2, 6–3         |
| Перемога  | 15.  | 17 серпня 1998    | Валашке Мезиржичі, Чехія          | Ґрунт     | Магдалена Кучерова  | Катажина Теодорович Анна Бєлень-Жарська   | 6–3, 4–6, 7–6(5) |